# Osamu Kobayashi (illustrateur)
Pour les articles homonymes, voir Osamu Kobayashi.
Ne doit pas être confondu avec Osamu Kobayashi (directeur d'animation) ou Osamu Kobayashi (seiyû).
Osamu Kobayashi (小林 治, Kobayashi Osamu), né le 10 janvier 1964 à Tokyo et mort le 17 avril 2021, est un réalisateur et illustrateur japonais.
Il est à l'origine réalisateur de courts métrages d'avant-garde et de clips pour le Studio 4°C avant de devenir animeka pour le studio Madhouse,  où il réalise notamment l'anime Beck..

## Filmographie
- Panty and Stocking with Garterbelt, anime, 2010 : directeur de l'épisode 5b
- Gurren Lagann, anime, 2008 : directeur spécial
- Mahô Tsukai ni Taisetsu na Koto: Natsu no Sora, anime, 2008 : directeur
- Paradise Kiss, anime, 2005 : directeur
- Beck: Mongolian Chop Squad, anime, 2004 : directeur
- Sweat Punch 2: La Fin du monde, court métrage, partie de Grasshoppa!, 2002 : réalisateur
- Table and Fishman, court métrage, partie de Digital Juice , 2001 : réalisateur
- Losin' My Way, clip de la chanson de Captain Funk, 2001 : réalisateur